# Karl August af Brandenburg-Kulmbach
Karl August af Brandenburg-Kulmbach (28. marts 1663 i Bayreuth – 6. maj 1731) var prins af det tyske fyrstehus Hohenzollerns linje i markgrevskabet Bayreuth og dansk statholder i hertugdømmerne Slesvig og Holsten. 1730-31.
Hans fader var Georg Albrecht af Brandenburg-Kulmbach og bror til Christian Henrik af Brandenburg-Kulmbach.